# Insidious 3 - L'inizio
(Tagline inglese del film)
Insidious 3 - L'inizio (Insidious: Chapter 3) è un film del 2015 diretto da Leigh Whannell.
Si tratta del terzo capitolo della saga iniziata con Insidious (2010) e proseguita con Oltre i confini del male - Insidious 2 (2013). Cronologicamente rappresenta il primo capitolo della serie di film.

## Trama
Diversi anni prima del caso Lambert, l'adolescente Quinn Brenner incontra la demonologa pensionata Elise Rainier per chiederle di contattare sua madre Lily, morta un anno prima. Dopo aver percepito una forza maligna, Elise esorta la ragazza a cambiare idea. Successivamente, all'uscita da scuola, Quinn viene distratta da una misteriosa figura che la saluta da lontano e viene investita da un'auto, rimanendo gravemente ferita ad entrambe le gambe.
Quando torna a casa dall'ospedale con suo padre Sean e suo fratello minore Alex, Quinn, bloccata a letto a causa delle gambe fratturate, inizia a sperimentare fenomeni paranormali sempre più inquietanti. In particolare è tormentata da uno spirito oscuro con indosso una maschera per l'ossigeno (chiamato "l'Uomo che non respira"), lo stesso che ha portato al suo incidente. Uno dei vicini della ragazza, un'anziana donna affetta da demenza senile, sembra essere a conoscenza dello spirito, ma muore improvvisamente.
Sean incontra Elise per convincerla ad aiutare sua figlia, ma lei non accetta l'accordo in quanto le sue precedenti visite all'"Altrove" le hanno fatto capire che è inseguita da uno spirito malvagio. Viene però convinta dal suo amico ed ex collega Carl a continuare a usare la sua abilità spirituale. Nel frattempo, a causa del rifiuto di Elise, Sean decide di chiamare, su suggerimento del figlio Alex, Specs e Tucker: due presunti demonologi piuttosto popolari su Internet. Nel corso dell'indagine Quinn viene posseduta dall'Uomo che non respira, rompe i tutori alle gambe e cerca di attaccare il padre, Specs e Tucker, i quali ammettono di non essere davvero demonologi. In quel momento arriva Elise, la quale deduce che l'obiettivo dello spirito è quello di attirare potenziali vittime nell'Altrove per nutrirsi della loro forza vitale. Decide così di entrare nel mondo degli spiriti, chiedendo l'aiuto di Specs e Tucker.
Elise entra nell'Altrove e si scontra con un oscuro e misterioso spirito che la perseguita (la "Sposa in nero"), poi incontra lo spirito di Jack, il suo defunto marito. Quest'ultimo cerca di spingerla a suicidarsi per riunirsi a lui, ma la donna si rende conto che in realtà è l'Uomo che non respira sotto falso aspetto, quindi lo attacca ordinandogli di rilasciare Quinn, ma realizza che la ragazza deve sconfiggere lo spirito da sola. Quinn sta per essere sopraffatta, ma Elise riceve un messaggio dalla vicina che la informa che Lily aveva lasciato a Quinn una lettera. Lo spirito di Lily appare nell'Altrove e aiuta la figlia a sconfiggere l'Uomo che non respira, salvando così la sua anima. Elise saluta la famiglia e se ne va con Specs e Tucker, accettando di formare una squadra con loro.
Rientrata a casa, Elise si accorge che il suo cane ha percepito qualcosa: un misterioso demone dalla faccia rossa che l'ha presa di mira.

## Distribuzione
Divieti
Il produttore Jason Blum ha detto che stavano già preparando le prime fasi per Insidious 3 mentre promuovevano il secondo film, Oltre i confini del male - Insidious 2.
Negli USA hanno impostato la classificazione di età PG-13, ovvero vietato ai minori di 13 anni "per violenza, immagini spaventose, alcuni linguaggi e elementi tematici". 
In Italia non hanno ottenuto nessun divieto.
Il film è uscito nelle sale cinematografiche statunitensi il 5 giugno 2015, mentre in Italia è uscito il 3 giugno dello stesso anno.

## Incassi
Il film ha incassato quasi 113 milioni di dollari in tutto il mondo, superando di gran lunga il budget di 10 milioni.

## Accoglienza
Il film è stato accolto in maniera positiva dalla critica e dal pubblico. Il sito Rotten Tomatoes segna un indice di gradimento del 60%, su 92 recensioni con una valutazione media di 5,5 su 10. Anche su Metacritic il film è stato ben accolto aggiudicandosi un 52 su 100.

## Sequel
Il sequel è Insidious - L'ultima chiave, ed è uscito nelle sale statunitensi il 5 gennaio 2018, mentre in quelle italiane il 18 gennaio dello stesso anno. Il primo trailer è stato diffuso il 6 settembre 2017 in lingua originale e in lingua italiana.

## Produzione
James Wan non è potuto tornare come regista in questo capitolo a causa del conflitto di programmazione con Fast & Furious 7 (2015). Infatti ha partecipato come produttore. Il film rappresenta quindi l'esordio come regista di Leigh Whannell.
James Wan ha un cameo nel ruolo del giudice nella scena in cui Quinn sta facendo l'audizione al teatro. La star di YouTube Joey Graceffa ha girato un ruolo per questa funzione nella quale è descritto come il fantasma di un "veterano del Vietnam psicotico" dal regista e attore Leigh Whannell.
Dave Lombardo, ex batterista degli Slayer, ha collaborato alla realizzazione della colonna sonora.